# 長庚橋
长庚桥，位于紫禁城西路，是内金水河上的一座桥梁。

## 简介
长庚桥位于长庚门外南北流向的内金水河上，该桥呈东西走向，东侧为长庚门，西侧为排房。根据乾隆二十六年的《乾隆京城全图》载，这排排房中，正对长庚桥的几间是钟粹宫值房。